# Україна на Дитячому пісенному конкурсі Євробачення 2006
Дитячий пісенний конкурс Євробачення 2006 відбувся 2 грудня у Бухаресті. Україну на конкурсі представив Назар Слюсарчук.

## Учасники відбору
| Номер | Учасник           | Вік, років | Місто       | Пісня              |
| ----- | ----------------- | ---------- | ----------- | ------------------ |
| 1     | Юлія Шпакевич     | 14         | Червоноград | Дівочі сни         |
| 2     | Аліна Попова      | 14         | Харків      | Бистра ріка        |
| 3     | Ольга Богатиренко | 14         | Одеса       | Я злітаю до небес  |
| 4     | Катерина Пащенко  | 11         | Кривий Ріг  | І тато і мама      |
| 5     | Назар Слюсарчук   | 14         | Заліщики    | Хлопчик рок-н-ролл |
| 6     | Марія Степаненко  | 14         | Донецьк     | Кохання не вбивай  |
| 7     | Вікторія Петрик   | 9          | Нерубайське | Гойдалька          |
| 8     | Марія Ярьоменко   | 13         | Черкаси     | Мій човник         |
| 9     | Юлія Гавриленко   | 9          | Одеса       | Св'ято             |
| 10    | Ілона Галицька    | 11         | Миколаїв    | Разом ми           |